# Маргарет Рутерфорд
Маргарет Рутерфорд (англ. Margaret Rutherford; *11 травня 1892—†22 травня 1972) — британська акторка театру, кіно та телебачення, володарка премії «Оскар» (1964). Кавалерственна дама ордена Британської імперії (1967). За роль місис Квіклі у фільмі «Фальстаф» (1965) королева Єлизавета II нагородила Рутефорд дворянським званням.

## Біографія
Народилася в передмісті Лондона 11 травня 1892 року єдиною дитиною в сім'ї містера і місис Вільям Рутерфорд Бенн. Її батько мав деменцію, а 4 березня 1883 року вбив власного батька (діда Маргарет Рутерфорд) нічним горщиком. 1904 року його помістили у психіатричну лікарню для божевільних злочинців, з якої через 7 років випустили на опіку брата. Немовлям Маргарет була перевезена до Індії, де виховувалася до трьох років, а після самогубства своєї матері знову повернулася до Великої Британії, де стала жити разом з тіткою. Освіту Рутерфорд здобула у Вищій школі Вімблдон.
Свою кар'єру розпочала як учителька ораторського мистецтва. 1925 року, у віці 33 років, дебютувала на сцені театру «Олд Вік» в Лондоні. У кіно почала з'являтися в середині 1930-х, переважно в комедіях. 1945 року одружилася з актором Стрингером Девісом, з яким пізніше знялася разом у багатьох фільмах.
У 1961 році Рутерфорд присвоєно звання Офіцера ордена Британської імперії, а в 1967 році вона отримала підвищення до рангу кавалерственної дами.
У тому ж 1961 році акторка виконала роль міс Марпл у фільмі Джорджа Поллока «Вбивство, сказала вона» за романом Агати Крісті «О 4. 50. з Паддінгтона», після чого втілила її ще в 4-х фільмах серії, які вільно базувалися на романах Крісті, та мали глядацький успіх. Ці фільми мали комедійний характер, а міс Марпл у виконанні Рутерфорд була енергійною, бойовою жінкою, чим разюче відрізнялася від персонажки в оригінальних творах. З цієї причини сама Агата Крісті спочатку не була в захваті від гри Рутерфорд, проте після особистого знайомства з нею і дружби, що виникла далі, змінила свій погляд, і навіть присвятила Маргарет Рутерфорд свій роман «Дзеркало тріснуло», що вийшов в 1963 році.
У 1964 році Маргарет Рутерфорд стала володаркою премій «Оскар» і «Золотий глобус» за виконання ролі герцогині Брайтонської у фільмі «Дуже важливі персони», де головні ролі виконали Елізабет Тейлор і Річард Бертон. За роль місис Квіклі у фільмі «Фальстаф» (1965) королева Єлизавета II нагородила Рутефорд дворянським званням.
Останні роки Рутефорд мала хворобу Альцгеймера. Вона померла від пневмонії 22 травня 1972 року в невеликому селі Челфонт-Сент-Пітер в графстві Бакінгемшир, і була похована на кладовищі при церкві Св. Джеймса в Джеррадс-Кросс.

## Вибрана фільмографія
| Рік  |   | Українська назва          | Оригінальна назва               | Роль                                    |
| ---- | - | ------------------------- | ------------------------------- | --------------------------------------- |
| 1967 | ф | Арабелла                  | Arabella                        | Принцеса Іларія                         |
| 1967 | ф | Графиня з Гонконгу        | Contess from Hong Kong          | міс Гаулсволлоу                         |
| 1965 | ф | Вбивство за алфавітом     | The Alphabet Murders            | міс Джейн Марпл (у титрах не зазначена) |
| 1965 | ф | Фальстаф                  | Chines at Midnight              | місіс Квіклі                            |
| 1964 | ф | Агов, вбивство!           | Murder Ahoy!                    | міс Джейн Марпл                         |
| 1964 | ф | Найогидніше вбивство      | Murder Most Foul                | міс Джейн Марпл                         |
| 1963 | ф | Дуже важливі персони      | The V.I.P.s                     | герцогиня Брайтонська                   |
| 1963 | ф | Після похорону            | Murder at Gallop                | міс Джейн Марпл                         |
| 1963 | ф | Миша на Місяці            | The Mouse of the Moon           | герцогиня Глоріана XIII                 |
| 1961 | ф | Вбивство, сказала вона    | Murder, She Said                | міс Джейн Марпл                         |
| 1959 | ф | Я в порядку, Джек!        | I'm All Right Jack              | тітка Доллі                             |
| 1957 | ф | Найменша вистава на світі | The Smallest Show on Eart       | місіс Фазакалі                          |
| 1953 | ф | Неприємності в крамниці   | Trouble in Store                | міс Бейкон                              |
| 1953 | ф | Невинні в Парижі          | Innocent in Paris               | Гледіс Інглотт                          |
| 1952 | ф | Як важливо бути серйозним | The Importance of Being Earnest | міс Летіция Призм                       |
| 1951 | ф | Чарівний ящик             | The Magic Box                   | Леді Понд                               |
| 1949 | ф | Пропуск в Пімліко         | Passport to Pimlico             | професор Хеттон-Джонс                   |
| 1945 | ф | Веселий привид            | Blithe Spirit                   | Мадам Аркаті                            |
| 1943 | ф | Жовта канарка             | Yellow Canary                   | місіс Таусестер                         |

## Нагороди
- 1964 — Премія «Оскар» — найкраща жіноча роль другого плану («Дуже важливі персони»).
- 1964 — Премія «Золотий глобус» — найкраща жіноча роль другого плану («Дуже важливі персони»).